# HD 81471
HD 81471，又名CD-51 3767，SAO 236930、HR 3739，是一颗恒星，视星等为6.08，位于銀經273.78，銀緯-1.01，其B1900.0坐标为赤經9h 20m 38.8s，赤緯-51° -1.01′ 25″。